# Tour Bhimsen
 (avril 2015).
Si vous disposez d'ouvrages ou d'articles de référence ou si vous connaissez des sites web de qualité traitant du thème abordé ici, merci de compléter l'article en donnant les références utiles à sa vérifiabilité et en les liant à la section « Notes et références ».
La tour Bhimsen, également connue sous le nom de Dharahara ou Bhimsen Sthambha, est une tour de neuf étages sise à Sundhara, Katmandou (Népal), aujourd'hui détruite. Initialement construite en 1825 par Bhimsen Thapa, Premier ministre, elle avait un rôle militaire comme tour de garde, autant que de  « beffroi » de la ville de Katmandou.
La tour s'effondre une nouvelle fois le 25 avril 2015 lors d'un séisme de magnitude 7,9, après un précédent effondrement, en 1934.

## Histoire

### Construction
La tour est initialement édifiée en 1825 par Bhimsen Thapa, Premier ministre de l’époque au nom de la reine Tripura Sundari Devi. Haute de 61 mètres et de neuf étages cette tour de garde avait également pour fonction de servir comme beffroi de la ville. Elle appelait aux armes en cas d’alerte militaire ou convoquait le peuple de la ville, sur l’espace de Tundikhel (côté Nord-est de la tour) pour lui faire part d’événements et festivals importants, de même que pour communiquer à la population les décisions du gouvernement. Une trompette locale, ressemblant à un bugle, appelait au rassemblement.

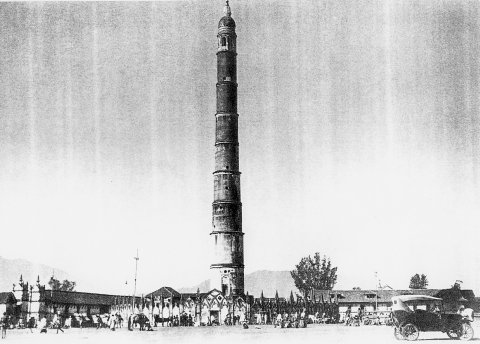
Peu après sa reconstruction (vers 1936).

### Reconstruction
La tour s’effondre lors du tremblement de terre de 1934. Elle est reconstruite, en 1936, par le Premier ministre Juddha Samsher Jung Bahadur Rana. Une tour jumelle également détruite n'est pas réédifiée. Cette nouvelle tour est cependant plus petite que la première. Elle mesure 61,88 mètres de hauteur. Le même Juddha S.J.B. Rana fait construire un balcon circulaire au niveau du 8e étage. Il permet une vue panoramique remarquable de presque toute la vallée de Katmandou. 25 marches extérieures et 213 intérieures permettent d’y parvenir. Le sommet se termine en une flèche de bronze de 5,2 mètres de haut.
Architecturalement la tour relève du style moghol indien et fait penser à un minaret. Construite sans acier (sauf pour le balcon de 1936) et en matériau traditionnel népalais, elle est un chef-d’œuvre d’ingénierie locale.
La tour est ouverte aux visiteurs en 2005.

### Effondrement
La tour s'effondre une nouvelle fois lors du tremblement de terre qui frappe le Népal le 25 avril 2015, avec une magnitude de 7,8 sur l'échelle de Richter. Des dizaines de personnes se retrouvent piégées sous les décombres. Une cinquantaine de visiteurs y trouvent la mort, y compris quelques touristes étrangers.